# Źródliska w Zakawiu
Źródliska w Zakawiu – użytek ekologiczny w Dąbrowie Górniczej, ustanowiony uchwałą Rady Miejskiej nr XXX/574/2004 25 sierpnia 2004 roku.

## Położenie
Obszar użytku wynosi 1,69 ha i położony jest na terenie osiedla Zakawie w Dąbrowie Górniczej, u podnóża wzgórza Gieraska. Obiektem chronionym są tutejsze źródła wapniowo-magnezowej wody. Stanowią one strefę zasilania rzeki Bobrek, która uchodzi do Białej Przemszy. Czasem zdarza się, że źródła wody okresowo zanikają.

## Fauna i flora
Pomimo położenia w pobliżu huty i koksowni, woda i jej otoczenie są obszarem cennym przyrodniczo. W pobliżu występują gatunki, których obecność związana jest z czystymi, chłodnymi wodami. 
Występuje tu pięć gatunków ściśle chronionych roślin:
- kukułka plamista
- kruszczyk błotny
- kosaciec syberyjski
- goryczka wąskolistna
- mieczyk dachówkowaty

oraz 31 gatunków kręgowców, m.in.:
- żaba trawna
- jaszczurka zwinka
- sójka
- pliszka siwa
- pokrzewka ogrodowa

## Galeria

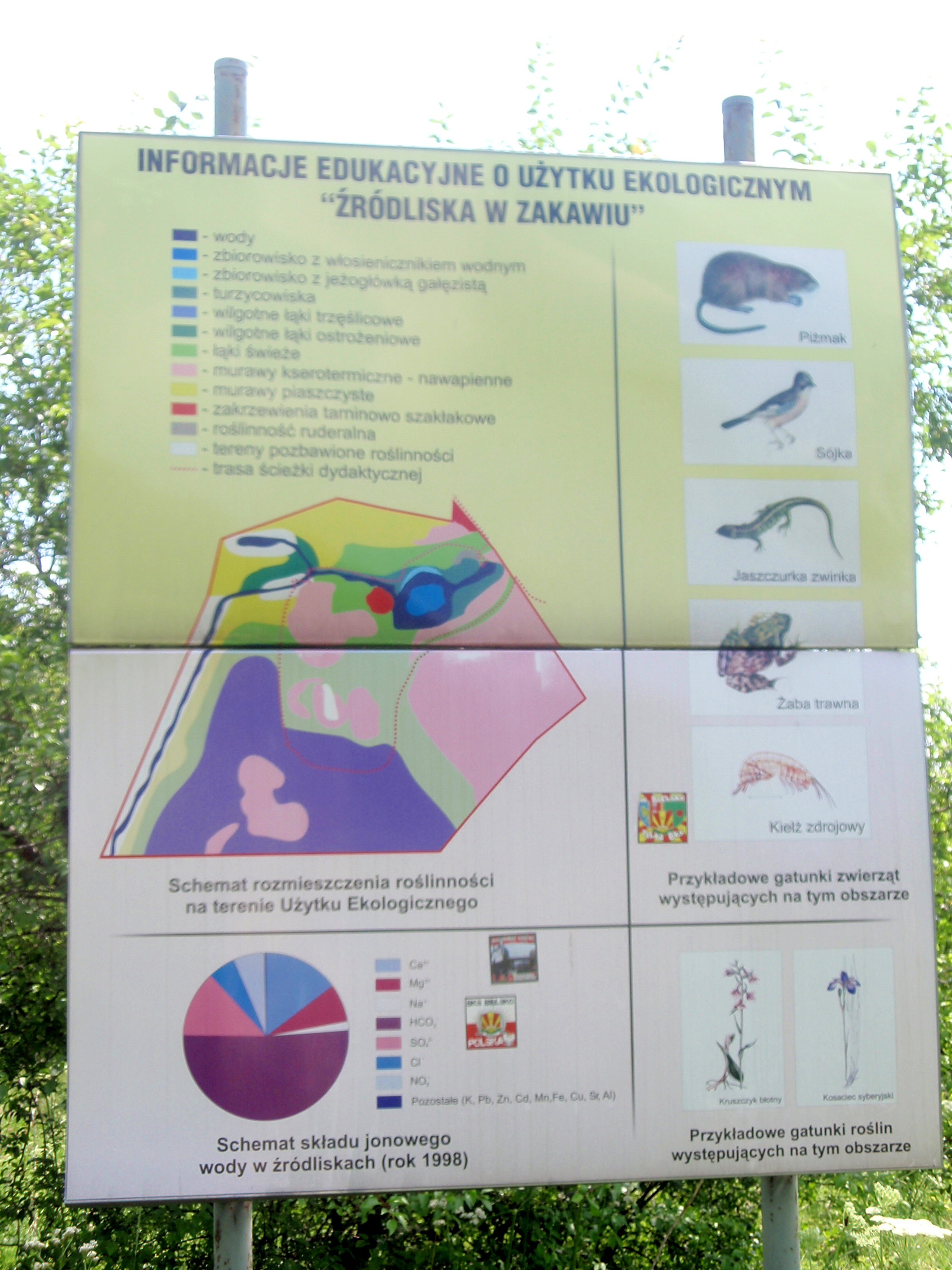
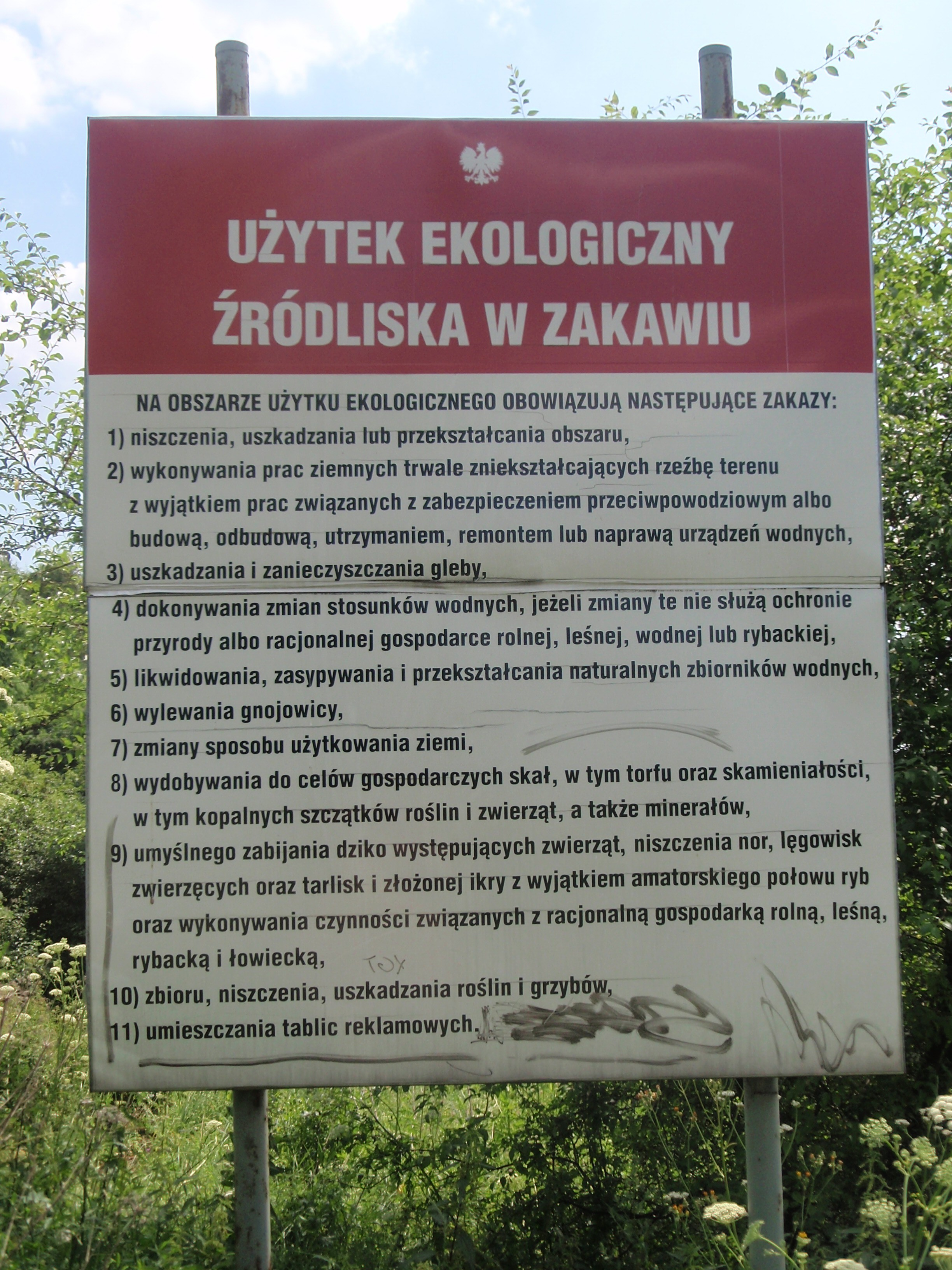
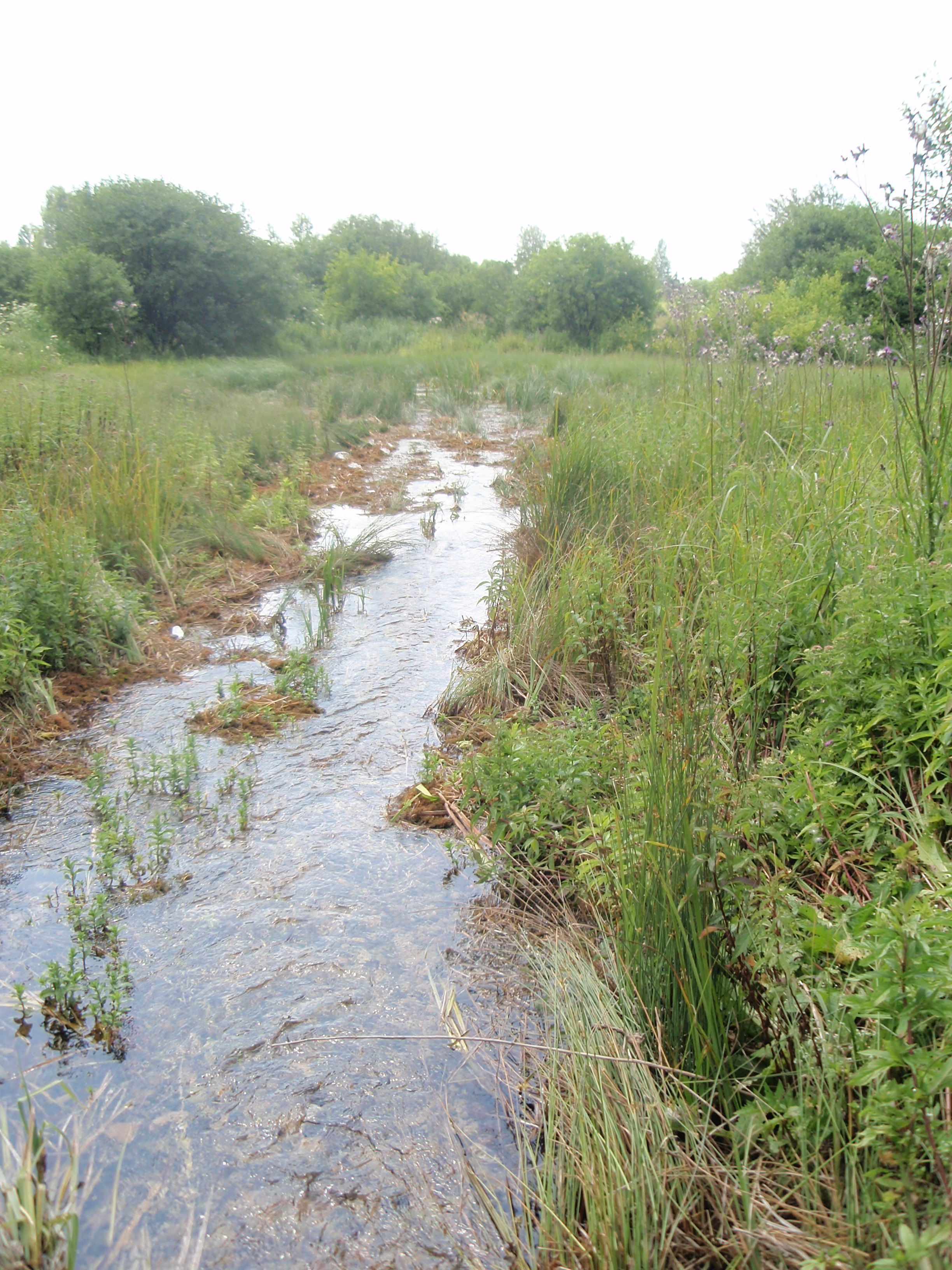
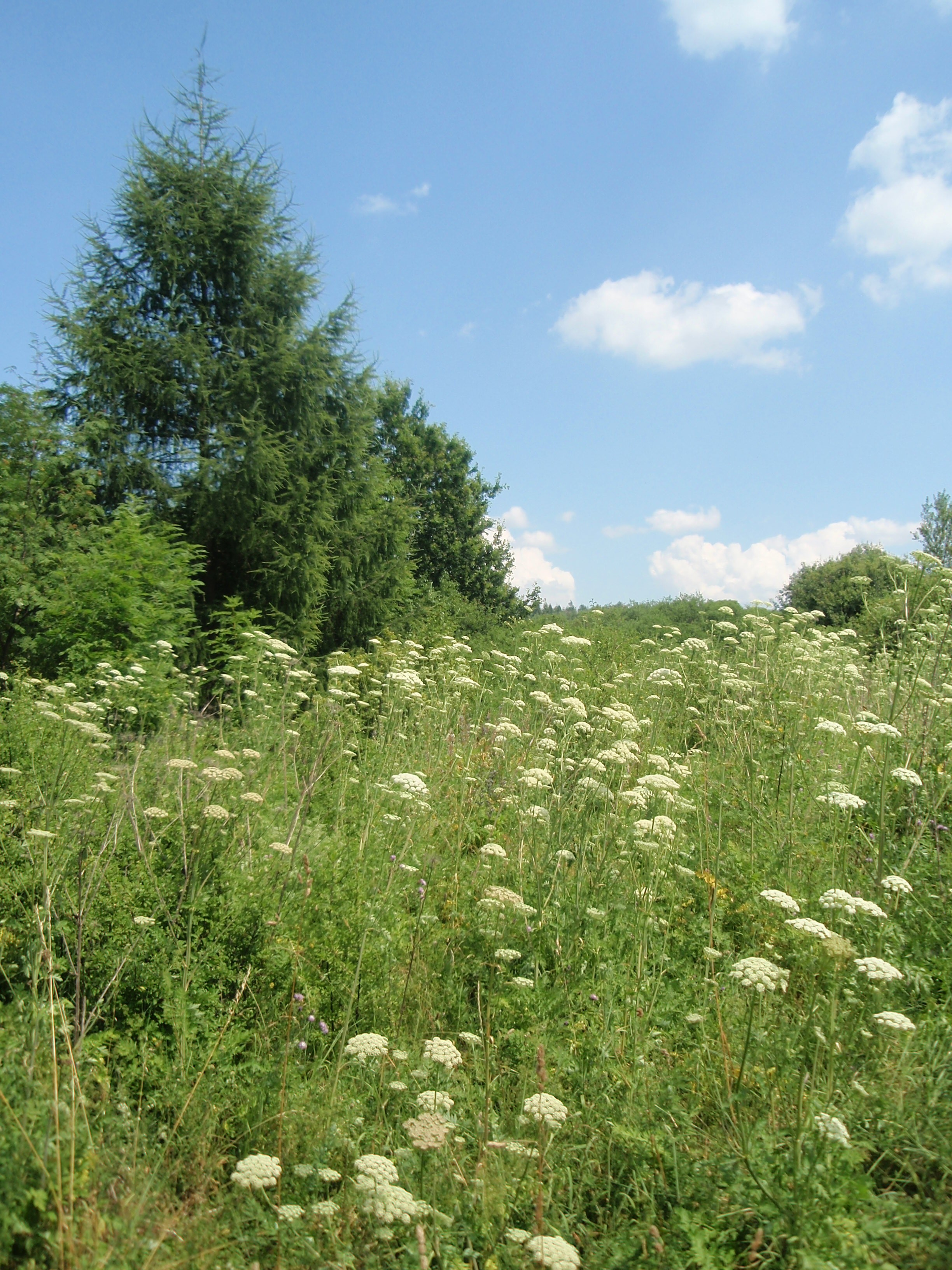
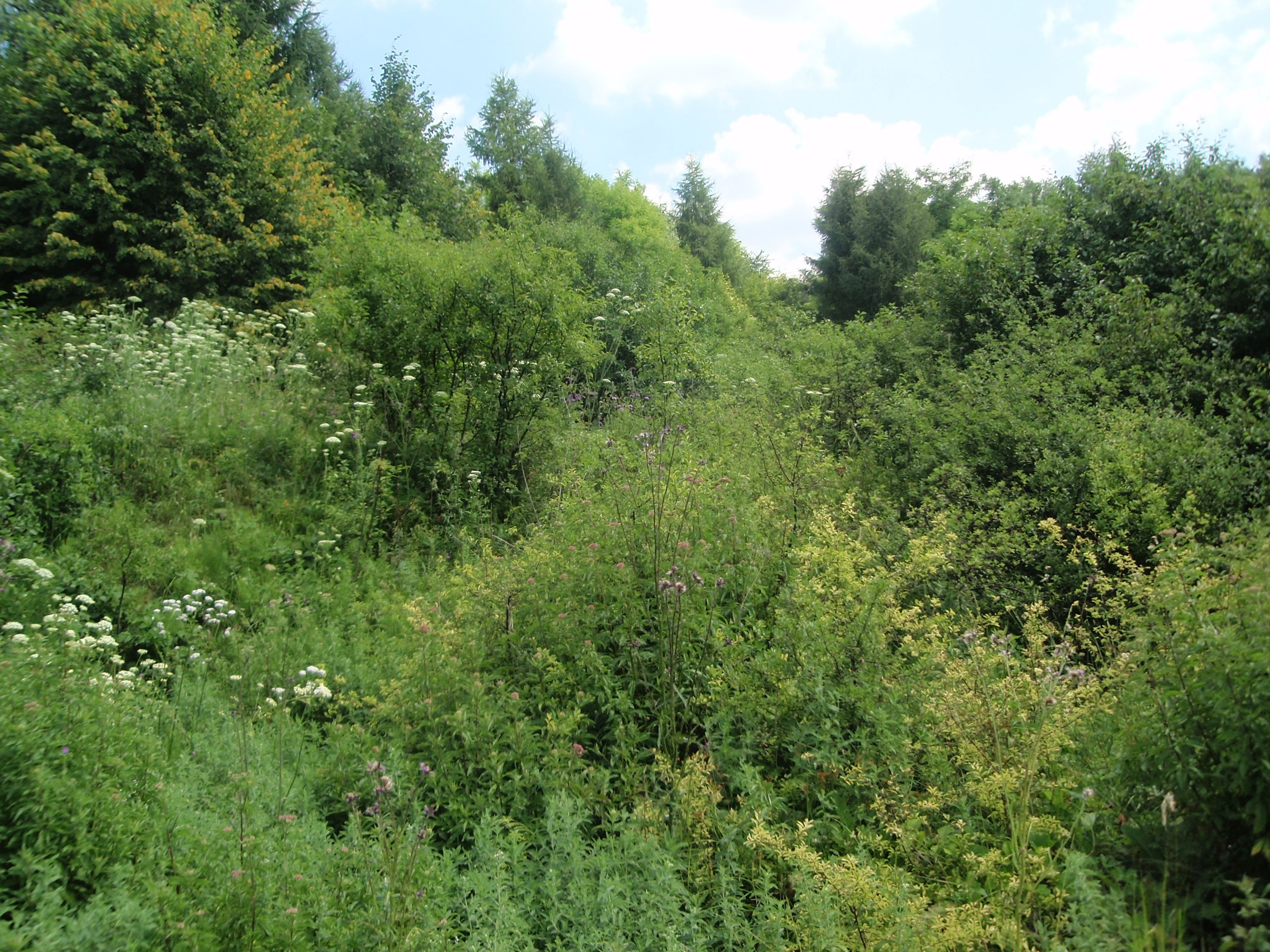